# Lubaantún
Lubaantún és una ciutat ameríndia corresponent a la cultura maia, que es troba a l'actual territori de Belize, al districte de Toledo, a 30 km al nord-oest de Punta Gorda (capital de districte), i a 3,5 km de San Pedro Columbia. És a una altitud de 18 msnm.
La ciutat està datada de cap als anys 700 al 900, en el període clàssic. Al llarg del temps les construccions del lloc es danyaren i les pedres amb què s'havien edificat començaren a caure. El nom deriva del nom maia que significa 'pedres caigudes'. Un dels trets més distintius d'aquest jaciment arqueològic és l'àmplia col·lecció de miniatures de ceràmica que s'hi trobaren.